# Tachygyia microlepis
Genre
Espèce
Synonymes
- Eumeces microlepis Duméril & Bibron, 1839
- Tachygia microlepis (Duméril & Bibron, 1839

Statut de conservation UICN

 EX  : Éteint
Tachygyia microlepis, unique représentant du genre Tachygyia, est une espèce éteinte de sauriens de la famille des Scincidae.

## Répartition
Cette espèce était endémique des îles Tonga.

## Publications originales
- Duméril & Bibron, 1839 : Erpétologie Générale ou Histoire Naturelle Complète des Reptiles. vol. 5, Roret/Fain et Thunot, Paris, p. 1-871 (texte intégral).
- Mittleman, 1952 : A generic synopsis of the lizards of the subfamily Lygosominae. Smithsonian Miscellaneous Collections, vol. 117, no 17, p. 1–35 (texte intégral).